# Миккельсен, Аугуст
А́угуст Ми́ккельсен (норв. August Mikkelsen; 24 октября 2000, Тромсё, Норвегия) — норвежский футболист, полузащитник клуба «Будё-Глимт».

## Клубная карьера
Миккельсен — воспитанник клубов «Тромсдален» и «Тромсё». В 2018 году он был включён в заявку на сезон последнего. В том же году для получения игровой практики Аугуст был отдан в аренду «Тромсдалену». 5 августа в матче против «Нутоддена» он дебютировал в Первом дивизионе Норвегии. По окончании аренды Миккельсен вернулся в «Тромсё». 12 мая 2019 года в матче против «Одда» он дебютировал в Типпелиге. По итогам сезона клуб вылетел из элиты, но игрок остался в команде и спустя год вернулся обратно. 24 мая 2021 года в поединке против «Саннефьорд» Аугуст забил свой первый гол за «Тромсё».